# General Acha
General Acha ist die Hauptstadt des Departamento Utracán in der Provinz La Pampa im Zentrum Argentiniens. Man erreicht den Ort über die Ruta Nacional 152, die in der Nähe verläuft.

## Geschichte
Der Ort wurde am 12. August 1882 gegründet. Von 1884 bis 1900 war er Hauptstadt des Territorio de La Pampa. Seit 1896 ist General Acha an das Eisenbahnnetz angeschlossen.

## Persönlichkeiten der Stadt
- Carolina Ardohain (* 1978), Model und Schauspielerin
- Bernarda Seitz (1927–2014), Nonne und TV-Köchin